# Église Saint-Sulpice-et-Saint-Dionysius de Diest
L'église Saint-Sulpice-et-Saint-Dionysius (Sint-Sulpitius en Sint-Dionysiuskerk en néerlandais) est une église de  style gothique située sur le territoire de la commune belge de Diest, dans la province du Brabant flamand.

## Historique
L'église est classée monument historique depuis le 25 mars 1938 et figure à l'Inventaire du patrimoine immobilier de la Région flamande sous la référence 41612.

## Architecture

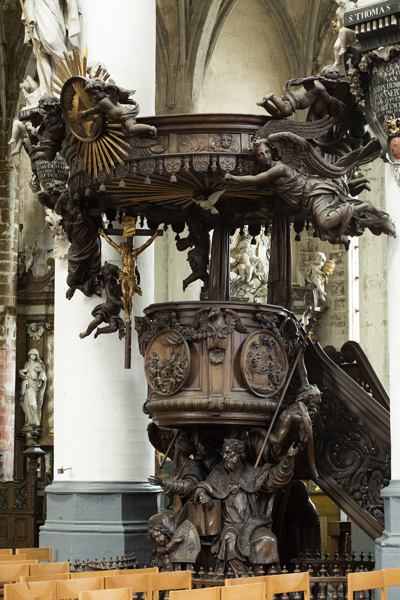
Chaire
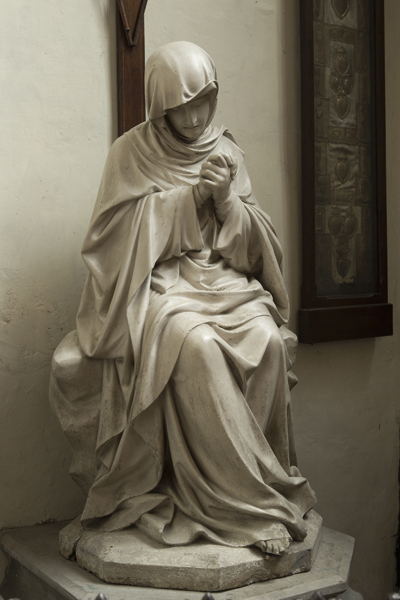
Madonna
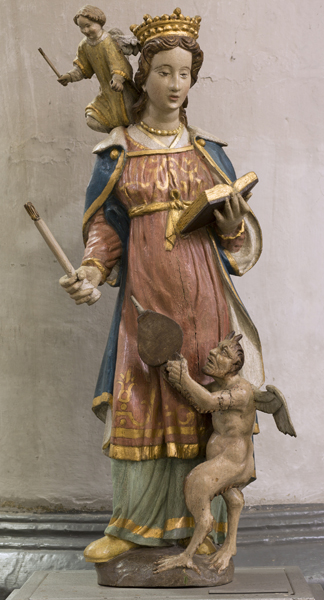
Geneviève de Paris

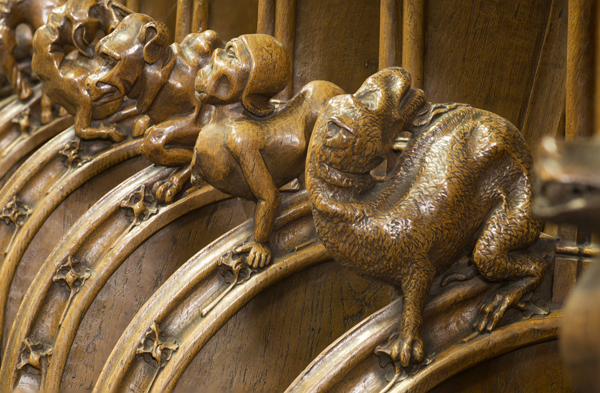
Stalles
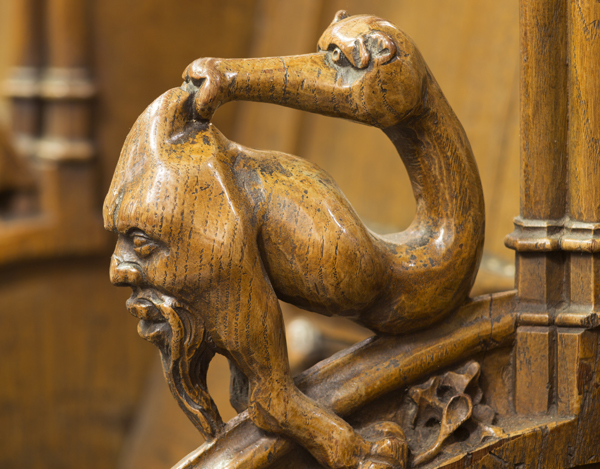
Stalles(detail)
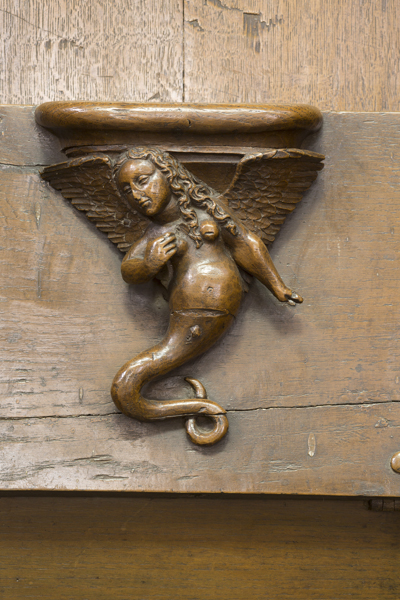
Stalles (detail)

## Intérieur
Dans la chapelle de Saint Jean Berchmans, figurent quatre peintures en cire d'Edward Dujardin représentant : L'Exposition du corps du bienheureux dans l'église de Jésus à Rome, Vision, Guérison miraculeuse de Sœur Maria-Angelica et Vénération des reliques.